# The Jackson 5
The Jackson 5 (рус. Джексон Файв; также J5, Jackson 5ive, ранее The Jackson Brothers, позже The Jacksons) — американская группа из города Гэри, штат Индиана. Братья Джеки, Тито, Джермейн, Марлон и Майкл Джексон вошли в основной состав группы, созданной после выступления коллектива The Jackson Brothers, участниками которой были трое старших братьев (см. Семья Джексонов).
The Jackson 5 стали первой в истории группой, чьи первые четыре сингла («I Want You Back», «ABC», «The Love You Save», and «I’ll Be There») возглавили вершину Американского Чарта. Несколько более поздних синглов («Mama’s Pearl», «Never Can Say Goodbye» and «Dancing Machine») вошли в Top 5 поп-хитов и стали хитами номер один в R&B singles chart. Большая часть ранних хитов была написана и спродюсирована специализированной компанией «The Corporation»; позже хиты Jackson 5 создавались в основном Hal Davis. Несмотря на то, что ранние хиты группы были скомпилированы сотрудниками Gamble and Huff, начиная с 1970-х годов Джексоны сами пишут свои песни и занимаются продюсированием.
Знаменателен тот факт, что Джексоны стали первыми чернокожими исполнителями, аудитория которых в равной степени состояла из белых и чёрных фанов. Это произошло частью благодаря профессиональной PR политике Берри Горди, который занимал пост CEO лейбла Motown Records.
В 1976 году с уходом из Motown Records в CBS группа вынуждена сменить название и состав — Рэнди Джексон занял место брата Джермейна, который предпочел остаться с Motown. Спустя два года, проведённых на лейбле Philadelphia International Records Джексоны подписали контракт с Epic Records и отстаивали свои права на создание песен, промопродукции и образа. Их успех продолжался и в 1980-х годах, когда вышли хиты как «Shake Your Body (Down to the Ground)», «Lovely One», and «State of Shock».
Альбом 1989 года «2300 Jackson Street» был записан без Майкла и Марлона, тем не менее их имена значились в трек-листе. Удручающе низкие продажи альбома группы привели к расторжению контракта с записывающим лейблом Джексонов. Формально группа никогда не распадалась, но с этого момента фактически бездействовала, хотя все шесть братьев выступили вместе на двух шоу Майкла, посвящённых его 30-летию сольной карьеры 7 и 9 сентября 2001 в Нью-Йорке.
С 2012 года группа воссоединилась вновь без участия Рэнди. В 2020 году группу покинул Джермейн. Его место в 2023 занял Тэрилл (сын Тито). В 2024 умер Тито.

## Феномен The Jackson 5
Группа The Jackson 5 является одним из величайших феноменов популярной музыки начала 70-х годов, великолепному свежему звучанию которой подражали многие, но повторить которое не смог никто.
Группа стала сенсацией со своим первым синглом «I Want You Back» (январь 1970), а также последовавшими за ним «ABC» (апрель 1970), «The Love You Save» (июнь 1970) и «I’ll Be There» (октябрь 1970), каждый из которых побывал на верхней строчкe чартов Billboard Pop Singles и Billboard Soul Singles (R&B).
В течение трёх лет подряд каждый сингл группы попадал в хит-парад Top 20. Юношеский журнал «Right On!», аудиторию которого составляли в основном подростки афроамериканского происхождения, всецело сосредоточился на The Jackson 5. По крайней мере один из Джексонов появлялся на обложке каждого выпуска журнала в период с января 1972 года по апрель 1974 года.
Компанией Rankin/Bass был создан мультфильм The Jackson 5ive, первую серию которого показали 11 сентября 1971 года. Мультфильм транслировался по субботам по каналу ABC целых два сезона. The Jackson 5 исполнили главные роли в съёмках собственных фильмов Goin' Back to Indiana (вышел в свет 16 сентября 1971) и The Jackson 5 Show (5 ноября 1972). Благодаря группе стали популярными танцевальные движения, имитирующие движения роботов.
Лейбл Motown Records приобрёл лицензии на десятки видов продукции, так или иначе связанной с коллективом и также ориентированной на подростков, включая знаменитую эмблему в виде сердца, которая была изображена на барабанной установке Джонни Джексона, обложки альбомов группы, наклейки, постеры и раскраски.
Участники группы были всеобщими любимцами. «Взрослые хотели бы усыновить их, а дети хотели бы стать ими», — писал журналист A. Scott Galloway.
В основе этого успеха — прекрасная музыка, которая дает право называть The Jackson 5 продолжателями музыкальной традиции Сэмми Дэвиса, Джекки Уилсона и Джеймса Брауна.

## Становление звучания группы
В своей книге Moonwalker Майкл Джексон вспоминает: «Благодаря отцу, и любви мамы к музыке, она постоянно звучала у нас в доме. Отец и его брат создали R&B группу „Фалконс“. Оба они играли на гитаре, исполняли знаменитые песни раннего рок-н-ролла и блюзы Чака Берри, Литла Ричарда, Отиса Реддинга — перечень можете продолжать сами. Это была удивительная музыка, и она повлияла на Джо и на нас, хотя в то время мы были слишком малы, чтобы понимать это».
Отец братьев Джозеф Джексон оказался не только талантливым музыкантом, но и прекрасным наставником. Он стал менеджером группы и до того, как группа стала исполнять специально написанные для неё песни, формировал репертуар коллектива, включая в него свежие хиты известных исполнителей.
Таким образом, звучание The Jackson 5 создавалось под влиянием крупнейших звёзд 1960-х годов, включая Sly & the Family Stone, The Supremes, The Chi-Lites, The Staple Singers и The Isley Brothers, The Temptations, легенду соула Marvin Gaye, детскую рок-энд-ролл группу The Teenagers, а также таких соул исполнителей как Wilson Pickett, Gladys Knight, Jackie Wilson, Stevie Wonder, Joe Tex и James Brown.

## Карьера

### Ранние годы
Братья Джексоны родились в обычной американской семье, в городе Гэри, штат Индиана. Отец Джексонов Джозеф Джексон, в прошлом музыкант группы The Falcons («Соколы» — не путать с одноимённой группой, которая стала началом карьеры известного музыканта Уилсона Пикета), работал крановщиком на сталелитейном заводе, а по вечерам репетировал с сыновьями в гостиной их дома на Джексон Стрит. Мать Кэтрин Джексон работала на полставки в универмаге «The Sears» (Сирс) и присматривала за детьми, которых в семье было девять человек.
Тито вспоминал, как тайком брал гитару отца из чулана и вместе с братьями учился играть, подбирая мелодии, звучавшие по радио, пока отец был на работе. Джо был разозлен, когда узнал, что гитару берут без его разрешения, но, услышав как сыновья играют, отец понял, что дела с музыкой в его семье обстоят серьёзно.
В 1964 году была создана группа The Jackson Brothers, участниками которой стали трое старших братьев Джеки, Тито и Джермейн, а также Рейнолд Джоунс и Милфорд Хайт, игравшие на гитаре и барабанах соответственно. К концу следующего года младшие братья Марлон (тамбурин) и Майкл (конгас) присоединились к группе. Каждый день после работы отец репетировал с сыновьями, исполнение каждой песни доводилось до совершенства, оттачивались танцевальные движения, до мелочей продумывались детали сценического образа.
В 1966 году The Jackson 5 одержали победу в конкурсе талантов школы Roosevelt High School в Гэри, где тогда учился Джеки. Ребята выступили с песней «My Girl». В дальнейшем они побеждали в каждом конкурсе талантов города Гэри, в котором принимали участие. Джозеф начинает инвестировать больше денег в группу, покупает новое музыкальное оборудование — микрофоны, усилители, гитары. После этого события Ширли Картмэн, руководитель оркестра средней школы, стала наставником группы и предложила изменить название на The Jackson 5. Она также предложила заменить Джоунса и Хайта талантливыми музыкантами Джонни Джэксоном (однофамилец) — барабаны и Ронни Рэнсифером — клавишные. Тито стал ведущим гитаристом, а Джермейн, несколько лет игравший на ритм-гитаре, стал бас-гитаристом.
После победы на конкурсе группа начала выступать на профессиональных концертах в Индиане, Чикаго и по всем Соединенным Штатам. Многие из этих выступлений проводились в так называемом «chitlin' circuit» (букв. «свиные рубцы», «еда бедняков») — слэнговое название клубов, расположенных на востоке и юге Соединенных Штатов, которые были безопасны для музыкантов, комедиантов, и других артистов афроамериканского происхождения во времена расовой сегрегации.
Чтобы заработать денег группе также приходилось выступать в низкосортных клубах, чередуясь со скверными комедиантами, таперами, стриптизершами.
В октябре 1967 году группа сделала свою первую запись на местном лейбле Steeltown. Их первый сингл «Big Boy», релиз которого состоялся в январе 1968 года, стал местным хитом. Затем последовал второй сингл «We Don’t Have to Be Over 21 (To Fall in Love)». Третий, «Let Me Carry Your School Books».
У The Jackson 5 было немало почитателей, включая Sam & Dave, которые обеспечили группе место в знаменитом Amateur Night competition — конкурсе непрофессиональных исполнителей в концертном зале Аполло в Харлеме. Победа группы в шоу 13 августа 1967 года и произвела впечатление на Мотаун Рекордз и Глэдис Найт, которая порекомендовала группу шефу Мотауна Берри Горди. Однако Горди, который уже работал в то время с молодым Стиви Уандером, в связи с существующим законодательством о детском труде, сомневался, стоит ли связывать себя с ещё одним «детским» проектом.

### Работа с Motown
В 1968 году The Jackson 5 были ведущими исполнителями шоу All Star Floor Show в чикагском заведении Chicago’s The Guys' and Gals' Cocktail Lounge and Restaurant. С 12 по 27 августа 1968 года The Jackson 5 открывали шоу, организованные Мотаун Gladys Knight & The Pips and Bobby Taylor & the Vancouvers в чикагском Регале. Братья завладели вниманием Глэдис Найт, которая попыталась убедить руководство Мотауна приехать в Чикаго и посмотреть на группу. Тейлор был также под впечатлением от выступления Джексонов и дал обещание продвинуть их в Детройт и в Мотаун. Джозеф с сыновьями остановились в квартире Тейлора в Детройте, пока он сам и Сюзанна де Пасс — ассистент Берри Горди старались организовать встречу руководства лейбла с группой.
23 июля состоялось прослушивание The Jackson 5 в Мотаун, где они исполнили хит Джеймса Брауна «I Got the Feelin». Берри Горди при этом не присутствовал, но была сделана видеозапись, которую направили ему в Лос-Анджелес. Его сомнения по поводу заключения контракта с ребятами отпали, как только он просмотрел эту запись. Горди принял решение заключить с группой контракт и 25 ноября 1968 года устроил прием в своём особняке в Детройте, где Джексоны познакомились со служащими и со звездами Мотаун.
В марте 1969 года завершились переговоры Мотаун с лейблом Steeltown о покупке контракта Джексонов. Первой записью группы, сделанной в Мотауне стала песня «I Want You Back», написанная авторским так называемой «The Corporation» — авторским коллективом, в который входили Deke Richards, Alphonzo Mizell, Freddie Perren и сам Горди. По словам историка студии Мотаун Don Waller эта песня была, возможно, лучшей из когда-либо созданных записей в стиле популярной музыки. Майкл исполнял песню с удивительной для его юного возраста выразительностью.
Релиз сингла The Jackson 5 «I Want You Back» состоялся 7 октября, так как в Мотауне приняли решение официально заявить о группе. Джексоны выступили в The Hollywood Palace в качестве специальных гостей Дайана Росс & the Supremes и исполнили «I Want You Back», песни Sly & the Family Stone «Sing a Simple Song», «The Delfonics», «Can You Remember», и Джеймса Брауна «There Was a Time».
Запись The Miracles также стала популярной благодаря необыкновенно гармоничному вокальному исполнению, которое другие коллективы пытались превзойти в течение последующих десятилетий. И снова Майклу удалось удивительно тонко почувствовать и передать настроение песни. Годы спустя Горди и Смоуки Робинсон, автор композиции, продолжали восхищаться тем, как исполнительское мастерство Майкла сделало песню невероятно популярной.
Первая долгоиграющая пластинка группы Diana Ross Presents The Jackson 5, релиз которой состоялся в декабре 1969 года, связала имя группы с именем мотаунской дивы Дайны Росс и возглавила вершины чартов популярных альбомов. Вскоре the J-5 начали создавать один хит за другим — синглы «ABC», «The Love You Save» и мощная баллада «I’ll Be There», которая возглавляла чарт в течение шести недель подряд. Две следующие пластинки поднялись до четвёртой позиции. Менее чем через год the Jackson 5 штурмуют зарубежные чарты.
К этому времени с помощью Горди the Jackson 5 и Джозеф перебрались в Калифорнию и начали подыскивать дом. В это время Джозеф, Джермейн, Тито и Джеки жили у Берри Горди, а Марлон и Майкл у Дайаны Росс. Остальные члены семьи Джексонов по-прежнему жили в Гэри.
Образ группы постепенно становится узнаваемым. Пятеро жизнерадостных ребят с круглыми афроамериканскими прическами, одетые в яркие узорные рубашки и расклешенные брюки, с синхронными танцевальными движениями. Безупречное пение и отточенный танец Майкла, Марлона и Джеки, Тито с ведущей гитарой и Джермейн с бас-гитарой, повторяющие танцевальные движения братьев. Команда Мотаун работает над созданием рекламной продукции, история группы корректируется. Возраст Майкла, которому было тогда 11 лет, «изменен» на 8, чтобы сделать его образ более привлекательным для юной аудитории. Кроме того, музыканты Джонни Джексон и Ронни Рэнсифер, не имевшие отношения к семье, были представлены кузенами Джексонов, что c одной стороны создавало образ большой дружной семьи, а с другой делало Джексонов похожими на популярную в то время группу Sly and The Family Stone. Наиболее удачным маркетинговым ходом Годи и Мотауна была идея связать образ Джексонов с уже признанной звездой в сознании публики. Именно поэтому было решено, что звезда Мотауна Дайана Росс «откроет» группу широкой публике.
Дайна Росс официально представила группу публике 11 августа 1969 года в клубе «The Daisy» (Беверли хиллз, Калифорния). К концу августа The Jackson 5 впервые появились на телевидении: они исполнили песню The Isley Brothers' «It’s Your Thing» на ежегодном конкурсе красоты Miss Black America в Нью-Йорке.
В 1971 году Мотаун начинает параллельную работу над карьерой Майкла, чей первый сингл «Got to Be There» стал хитом Top 5. Майкл также исполнял основной трек фильма 1972 года «Ben». Другими его успешными синглами были «Rockin’ Robin», «I Wanna Be Where You Are» (оба от 1972 года). Также была хитом кавер-версия песни «Daddy’s Home» группы Shep and the Limelites, в сольном исполнении Джермейна, которая попала в американский чарт America’s Top 10. Слухи о том, что Джексоны, начавшие сольные карьеры, возможно, покинут группу не подтвердились, и каждый новый релиз, связанный с группой Jackson 5, пользовался большим успехом.

## Переход на CBS Records
После 1972 года релизы The Jackson 5 менее успешны в коммерческом отношении, хотя «Lookin’ Through the Windows» (1972) и альбом в стиле диско «Dancing Machine» (1974), благодаря которому автоматизированные движения роботов стали столь популярны, вошли в top 20.
Критики, The Jackson 5 и Джозеф были единодушны во мнении, что снижение успеха группы связано с нежеланием студии Мотаун менять имидж группы. Работая на сцене Джексоны сами играли на инструментах, писали и продюсировали свои песни. Однако политика лейбла предусматривала, что при работе над записями игра на инструментах — прерогатива студийной группы The Funk Brothers, позднее The Wrecking Crew. Чувствуя, что Мотаун тормозит дальнейшее развитие группы, Джозеф начинает подыскивать для сыновей другой вариант.
В 1975 году Джозеф вёл переговоры о заключении контракта с записывающей компанией CBS Records, которая предлагала 20 процентов выручки от каждой записи (против стандартных 2,8 процентов студии Мотаун). Кроме того, согласно контракту, Джексоны могли исполнять песни собственного сочинения и играть на инструментах. После неудачной попытки уговорить группу остаться, Мотаун подала на них в суд за нарушение условий контракта. И, хотя в конечном итоге, Джексоны все же покинули Мотаун, они были вынуждены изменить название группы на The Jacksons, так как студии принадлежали права на торговую марку The Jackson 5. Помимо этого место Джермейна занял младший брат Рэнди. Это было связано с браком Джермейна и дочери Берри Горди Хейзел, который состоялся в 1973 году. Рэнди неофициально являлся участником группы с 1972 года, играя на конго во время живых выступлений.
После потери Джексонов, студия Мотаун уже никогда не имела успеха их калибра.
В день смерти Майкла вся его семья, в том числе и дети, приехали на стадион, где он собирался дать новый концертный тур This Is It, и спели его лучшие песни. Вследствие наличия всех братьев группы можно назвать это первым за 37 лет концертом Jackson 5. В 2012 году братья воссоединились, организовав свой очередной тур под названием Unity Tour.
В 2013 году группа посетила Россию, выступив в Санкт-Петербурге в рамках фестиваля «Белые ночи».

## Дискография

### Студийные альбомы The Jackson 5 (Motown)
- Diana Ross Presents The Jackson 5 (18/12/1969)
- ABC (08/05/1970)
- Third Album (08/09/1970)
- Christmas Album (15/10/1970)
- Maybe Tomorrow (12/04/1971)
- Lookin' Through The Windows (23/05/1972)
- Skywriter (29/03/1973)
- G.I.T.: Get It Together (12/09/1973)
- Dancing Machine (05/12/1974)
- Moving Violation (15/05/1975)

### Студийные альбомы The Jacksons (Epic)
- The Jacksons (05/11/1976)
- Goin' Places (08/10/1977)
- Destiny (17/12/1978)
- Triumph (26/09/1980)
- Victory (02/07/1984)
- 2300 Jackson Street (28/05/1989)
- TBA (08/2025)

### Участие и гостевое исполнение
Различные исполнители — Motown At The Hollywood Palace [2 live-трека] (03/1970)
- Sing a Simple Song/Can You Remember
- I Want You Back

Различные исполнители — Diana! (Original TV Soundtrack) [2 live-трека] (04/1971)
- Medley: Mama’s Pearl / Walk On By / The Love You Save
- Medley: I’ll Be There / Feelin' Alright (при участии Дайаны Росс)

Джермейн Джексон — Jermaine [бэк-вокал в 3 песнях] (07/1972)
- That’s How Love Goes
- I Only Have Eyes for You
- Daddy’s Home

Джермейн Джексон — Come Into My Life [бэк-вокал в 3 песнях] (05/1973)
- You’re in Good Hands
- Does Your Mama Know About Me
- So in Love

Джеки Джексон — Jackie Jackson [бэк-вокал в 2 песнях] (10/1973)
- Didn’t I (Blow Your Mind This Time)
- Do I Owe

Различные исполнители — Save The Children (Original Motion Picture Soundtrack) [1 live-трек] (04/1974)
- I Wanna Be Where You Are

Стиви Уандер — Fulfillingness' First Finale [бэк-вокал в 1 песне] (07/1974)
- You Haven’t Done Nothin’

M-D-L-T Willis — What Your Game? [авторы и продюсеры] (1974)
Различные исполнители — Motown Superstars Sing Motown Superstars [1 неизданная ранее песня] (05/1983)
- Ask The Lonely

Джермейн Джексон — Jermaine Jackson [бэк-вокал в 1 песне] (1984)
- Escape From The Planet Of The Ant Men

Различные исполнители — Burglar: Original Motion Picture Soundtrack [1 новая песня] (1987)
- Time Out for the Burglar

Тремейн Хоукинс — Freedom [бэк-вокал в 1 песне] (1987)
- Freedom

The Jackson 5 — Soulsation! [1 ранее неизданная сольная песня Джермейна с бэк-вокалом The Jackson 5] (1995)
- I Need You

Различные исполнители — Motown Sings Motown Treasures [1 неизданная ранее песня] (1998)
- You’ve Really Got a Hold on Me

Майкл Джексон — Michael Jackson’s This Is Is [бэк-вокал в 1 треке] (10/2009)
- This Is It

Ai — Independent [бэк-вокал в 1 треке] (2012)
- Letter In the Sky

Dave Harris & Friends — Kawasaki Disease Foundation [бэк-вокал в 1 треке] (01/2016)
- All 4 U

Различные исполнители — Motown Unreleased 1969 [1 неизданная ранее песня + 1 песня с бэк-вокалом] (12/2019)
- What’s So Good About Good Bay
- You’ve Really Got A Hold On Me (в исполнении Бобби Тейлора)

### Наиболее заметные сборники
- Greatest Hits (12/1971) [содержит неизданную ранее песню]
- Anthology (07/1976)
- Joyful Jukebox Music (1976) [неизданные ранее песни]
- Boogie (1979) [содержит неизданные ранее песни]
- 18 Greatest Hits (1983)
- Children of the Light (1993)
- Soulsation! (06/1995) [содержит неизданные ранее песни]
- Jackson 5: The Ultimate Collection (1995)
- The Best of Michael Jackson and The Jackson 5ive — The Motown Years (1997)
- 20th Century Masters — The Millennium Collection: The Best of The Jackson 5 (1999)
- The Steeltown Sessions (1999)
- The Jacksons Story (2004)
- The Very Best of The Jacksons (07/2004)
- The Essential Jacksons (09/2004)
- Gold (2005)
- Classic Jackson 5 (2008)
- Can You Feel It! The Jacksons Collection (2009)
- I Want You Back! Unreleased Masters (2009) [неизданные ранее песни]
- Ultimate Christmas Collection (2009) [переиздание Jackson 5 Christmas Album с бонус-треками]
- J Is for Jackson 5 (2010)
- Come and Get It: The Rare Pearls (2012) [неизданные ранее песни]

Также, кроме этих, существует ещё обширный ряд сборников с изданными и переизданными ранее песнями.

## Список концертных туров
Основная статья: Список концертных туров Майкла Джексона и The Jackson 5

### Как The Jackson 5
- The Jackson 5 First National Tour (1970)
- The Jackson 5 Second National Tour (1971)
- The Jackson 5 US Tour (1971–1972)
- The Jackson 5 European Tour (1972)
- The Jackson 5 World Tour (1973–1975)
- The Jackson 5 Final Tour (1976)

### Как The Jacksons
- The Jacksons Tour (1977)
- Goin' Places Tour (1978)
- Destiny World Tour (1979–1980)
- Triumph Tour (1981)
- Victory Tour (1984)
- Unity Tour (2012–2013)
- A Celebration of 50 Years (2017)
- The Jacksons (2018)
- The Jacksons World Tour (2019)

## Песни занимавшие высокие места в чарте Billboard Hot 100
См. также: Список песен The Jackson 5
| Год  | Название                                   | №  |
| ---- | ------------------------------------------ | -- |
| 1969 | I Want You Back                            | 1  |
| 1970 | ABC                                        | 1  |
| 1970 | The Love You Save                          | 1  |
| 1970 | I’ll Be There                              | 1  |
| 1971 | Mama’s Pearl                               | 2  |
| 1971 | Never Can Say Goodbye                      | 2  |
| 1971 | Sugar Daddy                                | 10 |
| 1974 | Dancing Machine                            | 2  |
| 1976 | Enjoy Yourself                             | 6  |
| 1978 | Shake Your Body (Down to the Ground)       | 7  |
| 1984 | State Of Shock (при участии Мика Джаггера) | 3  |

## Песни созданные самими участниками

### The Jackson 5
| Год  | Песня           | Авторы | Авторы | Авторы   | Авторы | Авторы | Продюсеры | Прочие авторы  | Альбом                               |
| Год  | Песня           | Джеки  | Тито   | Джермейн | Марлон | Майкл  | Продюсеры | Прочие авторы  | Альбом                               |
| ---- | --------------- | ------ | ------ | -------- | ------ | ------ | --------- | -------------- | ------------------------------------ |
| 1971 | Walk On         | Да     | Да     | Да       | Да     | Да     | Нет       | Сьюзен де Пасс | VA — Diana! (Original TV Soundtrack) |
| 1974 | What Your Game? | Да     | Да     | Да       | Да     | Да     | Да        |                | сингл M-D-L-T-Willis                 |
| 2010 | Brand New Thing | Да     | Да     | Да       | Да     | Да     | Нет       |                | Live At The Forum                    |

### Авторы
| Год  | Песня                                                | Джеки | Тито | Джермейн | Марлон | Майкл | Рэнди | Прочие авторы | Альбом                                           |
| ---- | ---------------------------------------------------- | ----- | ---- | -------- | ------ | ----- | ----- | --- | ------------------------------------------------ |
| 1976 | Blues Away                                           | Нет   | Нет  |          | Нет    | Да    | Нет   | | The Jacksons                                     |
| 1976 | Style Of Life                                        | Нет   | Да   |          | Нет    | Да    | Нет   | | The Jacksons                                     |
| 1977 | Different Kind Of Lady                               | Да    | Да   |          | Да     | Да    | Да    | | Goin' Places                                     |
| 1977 | Do What You Wanna                                    | Да    | Да   |          | Да     | Да    | Да    | | Goin' Places                                     |
| 1978 | Push Me Away                                         | Да    | Да   |          | Да     | Да    | Да    | | Destiny                                          |
| 1978 | Things I Do For You                                  | Да    | Да   |          | Да     | Да    | Да    | | Destiny                                          |
| 1978 | Shake Your Body (Down to the Ground)                 | Нет   | Нет  |          | Нет    | Да    | Да    | | Destiny                                          |
| 1978 | Destiny                                              | Да    | Да   |          | Да     | Да    | Да    | | Destiny                                          |
| 1978 | Bless His Soul                                       | Да    | Да   |          | Да     | Да    | Да    | | Destiny                                          |
| 1978 | All Night Dancin'                                    | Нет   | Нет  |          | Нет    | Да    | Да    | | Destiny                                          |
| 1978 | That’s What You Get (For Being Polite)               | Нет   | Нет  |          | Нет    | Да    | Да    | | Destiny                                          |
| 1980 | Lovely One                                           | Нет   | Нет  |          | Нет    | Да    | Да    | | Triumph                                          |
| 1980 | Can You Feel It                                      | Да    | Нет  |          | Нет    | Да    | Нет   | | Triumph                                          |
| 1980 | Your Ways                                            | Да    | Нет  |          | Нет    | Нет   | Нет   | | Triumph                                          |
| 1980 | Everybody                                            | Нет   | Да   |          | Нет    | Да    | Нет   | Майк Маккинли | Triumph                                          |
| 1980 | This Place Hotel                                     | Нет   | Нет  |          | Нет    | Да    | Нет   | | Triumph                                          |
| 1980 | Time Waits For No One                                | Да    | Нет  |          | Нет    | Нет   | Да    | | Triumph                                          |
| 1980 | Walk Right Now                                       | Да    | Нет  |          | Нет    | Да    | Да    | | Triumph                                          |
| 1980 | Give It Up                                           | Нет   | Нет  |          | Нет    | Да    | Да    | | Triumph                                          |
| 1980 | Wondering Who                                        | Да    | Нет  |          | Нет    | Нет   | Да    | | Triumph                                          |
| 1984 | State Of Shock (с Миком Джаггером)                   | Нет   | Нет  | Нет      | Нет    | Да    | Нет   | Рэнди Хэнсен | Victory                                          |
| 1984 | Torture                                              | Да    | Нет  | Нет      | Нет    | Нет   | Нет   | Кэти Вакилфильд | Victory                                          |
| 1984 | Wait                                                 | Да    | Нет  | Нет      | Нет    | Нет   | Нет   | Дэвид Пэйч | Victory                                          |
| 1984 | One More Chance                                      | Нет   | Нет  | Нет      | Нет    | Нет   | Да    | | Victory                                          |
| 1984 | Be Not Always                                        | Нет   | Нет  | Нет      | Да     | Да    | Нет   | | Victory                                          |
| 1984 | We Can Change The World                              | Нет   | Да   | Нет      | Нет    | Нет   | Нет   | Уэйн Арнольд | Victory                                          |
| 1984 | The Hurt                                             | Нет   | Нет  | Нет      | Нет    | Да    | Да    | Дэвид Пэйч, Стив Поркаро                                                                                              | Victory                                          |
| 1984 | Body                                                 | Нет   | Нет  | Нет      | Да     | Нет   | Нет   | | Victory                                          |
| 1987 | Time Out for the Burglar                             | Да    | Нет  | Нет      |        |       | Да    | Бернард Эдвардс, Эдди Мартинез, Джефф Бовэ, Памела Филиппс Олэнд, Р. Харт, Энтони Томпсон, Билли Стайнберг, Том Келли | VA — Burglar: Original Motion Picture Soundtrack |
| 1989 | Alright With Me                                      | Да    | Да   | Да       |        |       | Нет   | Атала Зейн Гилс | 2300 Jackson Street                              |
| 1989 | 2300 Jackson Street (c Майклом, Марлоном, Ребби, 3T) | Да    | Да   | Да       |        |       | Да    | Джин Гриффин, Аарон Хелл                                                                                              | 2300 Jackson Street                              |
| 1989 | When I Look At You                                   | Да    | Нет  | Нет      |        |       | Нет   | Монти Севард | сингл 2300 Jackson Street                        |
| 1989 | Art Of Madness                                       | Нет   | Нет  | Да       |        |       | Нет   | Майкл Омартиани, Брюс Судано                                                                                          | 2300 Jackson Street                              |
| 1989 | Maria                                                | Нет   | Нет  | Да       |        |       | Нет   | Пол Джексон-мл., Рэй Гради                                                                                            | 2300 Jackson Street                              |
| 1989 | Harley                                               | Да    | Да   | Да       |        |       | Да    | Атала Зейн Гилс | 2300 Jackson Street                              |
| 1989 | Play It Up                                           | Да    | Да   | Да       |        |       | Да    | Атала Зейн Гилс | 2300 Jackson Street                              |
| 1989 | Midnight Rendezvous                                  | Да    | Да   | Да       |        |       | Да    | Атала Зейн Гилс | 2300 Jackson Street                              |
| 1989 | If Youd Only Believe                                 | Нет   | Нет  | Да       |        |       | Нет   | Билли Хаггис, Роксана Ширман                                                                                          | 2300 Jackson Street                              |
| 1989 | Keep Her                                             | Да    | Да   | Да       |        |       | Нет   | Атала Зейн Гилс | сингл Art of Madness                             |

#### Продюсеры
| Год  | Песня                                                | Джеки | Тито | Джермейн | Марлон | Майкл | Рэнди | Альбом                                           |
| ---- | ---------------------------------------------------- | ----- | ---- | -------- | ------ | ----- | ----- | ------------------------------------------------ |
| 1976 | Blues Away                                           | Да    | Да   |          | Да     | Да    | Да    | The Jacksons                                     |
| 1976 | Style Of Life                                        | Да    | Да   |          | Да     | Да    | Да    | The Jacksons                                     |
| 1977 | Different Kind Of Lady                               | Да    | Да   |          | Да     | Да    | Да    | Goin' Places                                     |
| 1977 | Do What You Wanna                                    | Да    | Да   |          | Да     | Да    | Да    | Goin' Places                                     |
| 1978 | Blame It On The Boogie                               | Да    | Да   |          | Да     | Да    | Да    | Destiny                                          |
| 1978 | Push Me Away                                         | Да    | Да   |          | Да     | Да    | Да    | Destiny                                          |
| 1978 | Things I Do For You                                  | Да    | Да   |          | Да     | Да    | Да    | Destiny                                          |
| 1978 | Shake Your Body (Down to the Ground)                 | Да    | Да   |          | Да     | Да    | Да    | Destiny                                          |
| 1978 | Destiny                                              | Да    | Да   |          | Да     | Да    | Да    | Destiny                                          |
| 1978 | Bless His Soul                                       | Да    | Да   |          | Да     | Да    | Да    | Destiny                                          |
| 1978 | All Night Dancin'                                    | Да    | Да   |          | Да     | Да    | Да    | Destiny                                          |
| 1978 | That’s What You Get (For Being Polite)               | Да    | Да   |          | Да     | Да    | Да    | Destiny                                          |
| 1980 | Lovely One                                           | Да    | Да   |          | Да     | Да    | Да    | Triumph                                          |
| 1980 | Can You Feel It                                      | Да    | Да   |          | Да     | Да    | Да    | Triumph                                          |
| 1980 | Your Ways                                            | Да    | Да   |          | Да     | Да    | Да    | Triumph                                          |
| 1980 | Everybody                                            | Да    | Да   |          | Да     | Да    | Да    | Triumph                                          |
| 1980 | This Place Hotel                                     | Да    | Да   |          | Да     | Да    | Да    | Triumph                                          |
| 1980 | Time Waits For No One                                | Да    | Да   |          | Да     | Да    | Да    | Triumph                                          |
| 1980 | Walk Right Now                                       | Да    | Да   |          | Да     | Да    | Да    | Triumph                                          |
| 1980 | Give It Up                                           | Да    | Да   |          | Да     | Да    | Да    | Triumph                                          |
| 1980 | Wondering Who                                        | Да    | Да   |          | Да     | Да    | Да    | Triumph                                          |
| 1984 | State Of Shock (с Миком Джаггером)                   | Нет   | Нет  | Нет      | Нет    | Да    | Нет   | Victory                                          |
| 1984 | Torture                                              | Да    | Нет  | Нет      | Нет    | Нет   | Нет   | Victory                                          |
| 1984 | Wait                                                 | Да    | Нет  | Нет      | Нет    | Нет   | Нет   | Victory                                          |
| 1984 | One More Chance                                      | Нет   | Нет  | Нет      | Нет    | Нет   | Да    | Victory                                          |
| 1984 | Be Not Always                                        | Нет   | Нет  | Нет      | Нет    | Да    | Нет   | Victory                                          |
| 1984 | We Can Change The World                              | Нет   | Да   | Нет      | Нет    | Нет   | Нет   | Victory                                          |
| 1984 | The Hurt                                             | Да    | Да   | Да       | Да     | Да    | Да    | Victory                                          |
| 1984 | Body                                                 | Нет   | Нет  | Нет      | Да     | Нет   | Нет   | Victory                                          |
| 1987 | Time Out for the Burglar                             | Да    | Да   | Да       |        |       | Да    | VA — Burglar: Original Motion Picture Soundtrack |
| 1989 | Please Come Back to Me                               | Да    | Да   | Да       |        |       | Да    | сингл Nothin (That Compares 2 U)                 |
| 1989 | Alright With Me                                      | Да    | Да   | Да       |        |       | Да    | 2300 Jackson Street                              |
| 1989 | 2300 Jackson Street (c Майклом, Марлоном, Ребби, 3T) | Да    | Да   | Да       |        |       | Да    | 2300 Jackson Street                              |
| 1989 | When I Look At You                                   | Да    | Да   | Да       |        |       | Да    | сингл 2300 Jackson Street                        |
| 1989 | Maria                                                | Нет   | Нет  | Да       |        |       | Нет   | 2300 Jackson Street                              |
| 1989 | Harley                                               | Да    | Да   | Да       |        |       | Да    | 2300 Jackson Street                              |
| 1989 | Play It Up                                           | Да    | Да   | Да       |        |       | Да    | 2300 Jackson Street                              |
| 1989 | Midnight Rendezvous                                  | Да    | Да   | Да       |        |       | Да    | 2300 Jackson Street                              |
| 1989 | If Youd Only Believe                                 | Да    | Да   | Да       |        |       | Да    | 2300 Jackson Street                              |
| 1989 | Keep Her                                             | Да    | Да   | Да       |        |       | Да    | сингл Art of Madness                             |

## Телешоу про группу
- Goin' Back to Indiana (1971, телефильм-бенефис)
- The Jackson 5ive (1971—1972, мультсериал)
- The Jackson 5 Show (1972, телефильм-бенефис)
- The Jacksons (1976—1977, варьете-телешоу)
- The Jacksons: An American Dream (1992, художественный мини-сериал)
- The Jacksons Family Honors (1994, праздничный телеконцерт)
- The Jacksons: A Family Dynasty (2009—2010, реалити-шоу)
- Безымянный документальный сериал про The Jacksons (2025)

## Состав

### Действующие участники
- Джеки Джексон (полное имя Зигмунд Эско Джексон) (род. 4 мая 1951) — вокал и тромбон (1962—1989, 2001, 2009, 2011—наши дни)

Старший брат Джеки пел высоким голосом. Он выпустил только два сольных альбома в 1973 и в 1989 году, но эти альбомы не были такими успешными, как записи группы. Джеки проявил свой композиторский талант, написав в соавторстве с Майклом знаменитый хит «Can You Feel It».
- Марлон Джексон (полное имя Марлон Дэвид Джексон) (род. 12 марта 1957) — вокал и тромбон (1963—1985, 2001, 2009, 2011—наши дни)

Единственный сольный альбом Марлона Baby Tonight вышел в 1987 году.
- Тэрилл Джексон (род. 8 августа 1975) — вокал (2023—наши дни)

Сын Тито и участник знаменитого в 1990-х бойз-бенда 3T. Весной 2023 он подменял Марлона во время гастролей из-за его проблем со здоровьем. После возвращения Марлона остался выступать с группой как полноценный участник.

### Бывшие участники
- Тито Джексон (полное имя Ториано Эдерилл Джексон) (15 октября 1953 — 15 сентября 2024) — вокал и лидирующая гитара (1962—1989, 2001, 2009, 2011—2024) †

Тито пел низким голосом и являлся гитаристом в группе. В последние годы жизни параллельно выступлениям в группе Тито занимался сольной карьерой и выступал с концертами, играя блюзовые песни. Он выпустил два сольных альбома в 2016 и 2021 годах. Свой последний концерт в составе группы он дал за 5 дней до смерти в Германии.
- Джермейн Джексон (полное имя Джермейн Ла Джон Джексон) (род. 11 декабря 1954) — вокал и бас-гитара (1962—1976, 1979, 1983—1989, 2001, 2009, 2012—2020)

Вокалист и бас-гитарист, Джермейн, в отличие от своих братьев, не стал в 1975 году разрывать контракт с Motown, решив продолжить свою сольную карьеру именно там. Джермейн имеет две номинации на Грэмми и дважды занесён в Книгу Рекордов Гиннеса. В 1980 году Джермейн при участии Стиви Уандера выпустил свой самый большой хит в США «Let`s Get Serious». Выпустил 14 сольных альбомов (больше всех). Перестал выступать на сцене в 2019 году. В 2022 фактически ушел из шоу-бизнеса.
- Майкл Джексон (полное имя Майкл Джозеф Джексон) (29 августа 1958 — 25 июня 2009) — лидирующий вокал и перкуссия (1963—1984, 2001) †

Майкл с момента создания группы был самым популярным участником. Он был первым из братьев, кто начал сольную карьеру. С начала 80-х и и до конца жизни Майкл был  одним из самых успешных исполнителей мира, выпустив в 1982 году свой самый популярный альбом Thriller.
- Рэнди Джексон (род. 29 октября 1961 года) — вокал, бонго, конга, клавишные, синтезатор и бас-гитара (1971 / 1975—1989, 2001, 2009, 2012)

Рэнди стал неофициальным участником группы ещё в конце 1971 году, играя на барабанах конга. Официальным участником коллектива он стал только в 1975 году, заменив Джермейна, когда Jackson 5 перешли в CBS Records, сменив название на The Jacksons. Вместе c Майклом Рэнди написал хит «Shake Your Body (Down to the Ground)». За всю свою карьеру Рэнди записал только один сольный альбом со своей группой Randy and the Gypsys, который увидел свет в 1989 году. В последний раз выступал с братьями в 2012, после чего ушел со сцены. В настоящее время работает менеджером своей сестры Джанет Джексон.